# Банадир
Банадир (сомал. Banaadir, араб. بنادر‎, итал. Benadir) — провинция на юго-западе Сомали. Административный центр Могадишо.

## Описание
Граничит с сомалийскими регионами Средняя Шабелле и Нижняя Шабелле. 
Топоним «Банадир» произошёл от персидского bandar, что значит «порт». Термин применялся к прибрежным городам Могадишо и Барауэ. Топоним отражает средневековое расположение региона в качестве ключевого торгового центра, связанного с Персией и Аравийским полуостровом. Банадир также известен местной породой сомалийских коз.
Банадир гораздо меньше исторического региона Бенадир (Benadir), который простирается по большей части центрального и южного морского побережья страны с выходом в Индийский океан до р. Джубба и включает Могадишо. Омар Мохамуд Мохамед[уточнить] — действующий губернатор Банадира и Мэр Могадишо.

## Районы
Регион Банадир делится на семнадцать районов. Район Уарта-Набада до официального переименования 2012 года назывался Уардиглей. В 2013 году выделен новый район Кахда , отсутствует на некоторых картах.
- Абдиасис
- Бондере
- Дайниле
- Даркенлий
- Хамар-Джаджаб
- Хамар-Уэйне
- Ходан
- Хаульуадаг
- Хурива
- Кадха
- Каран
- Шангани
- Шибис
- Уабери
- Уададжир
- Уарта-Набада
- Якшид

## Крупный город
- Могадишо